# Tetramorium meshena
Tetramorium meshena är en myrart som beskrevs av Bolton 1976. Tetramorium meshena ingår i släktet Tetramorium och familjen myror. Inga underarter finns listade i Catalogue of Life.